# Les Roies
Les Roies és una serra del terme municipal d'Alt Àneu, a la comarca del Pallars Sobirà, dins de l'antic terme de Sorpe.
Assoleix una elevació màxima de 2.189,2 metres. Forma part del vessant septentrional de la vall de la Bonaigua, és a l'esquerra del Riu de la Bonaigua, al nord de la Bonaigua de Baix, a llevant de Sorpe i al sud-oest d'Àrreu.